# 바히트 오라즈새헤도프
바히트 새헤미라도비치 오라즈새헤도프(투르크멘어: Wahyt Sähetmyradowiç Orazsähedow, 1992년 1월 26일 ~ )는 투르크메니스탄의 축구 선수로 포지션은 공격수이다.

## 클럽 경력
2008년 러시아 프리미어리그의 루빈 카잔에 입단했으나 2011-12 시즌 리그 1경기 출장에 그치며 2012-13 시즌 중반 러시아 퍼스트 리그의 네프테크히미크 니즈네캄스크로 임대 이적을 떠나 46경기 5골을 기록하며 2012-13 시즌 리그 7위의 성적에 기여했다.
그리고 몰도바 디비지아 나치오날러의 다키아 키시너우로 이적했으나 단 3경기 출장에 그쳤고 이후 여러팀을 전전하다가 2019년 키르기스스탄 프리미어리그의 도르도이 비슈케크로 이적하여 리그 28경기 20골로 득점왕에 오르는 기염을 토하며 팀의 리그 우승을 주도했다.
이후 그 해에 열린 키르기스스탄 슈퍼컵에서도 팀의 우승을 맛보았으며 2020년 타지키스탄 프리미어리그의 FC 이스티클롤로 이적 후 13경기 5골을 기록하며 리그 우승과 슈퍼컵 우승의 주역으로 활약한 뒤 2021년 5월 11일 카자흐스탄 프리미어리그의 FC 투란과 입단 계약을 체결했다.

## 국가대표팀 경력
2011년 투르크메니스탄 U-23 대표팀 소속으로 인도네시아 U-23 대표팀과 시리아 U-23 대표팀을 상대로 득점을 기록하는 등 4경기에서 2골을 기록했다.
이후 2016년 10월 11일 투르크메니스탄 성인대표팀 소속으로 키르기스스탄과의 친선 경기에서 국제 A매치 데뷔전을 치렀고 2017년 10월 10일 싱가포르와의 2019년 AFC 아시안컵 3차 예선 E조 4차전에서 A매치 데뷔골을 멀티골로 장식하며 15년만에 투르크메니스탄의 통산 2번째 아시안컵 본선 진출에 이바지했으며 본선에서도 일본을 상대로 선전을 펼쳤지만 팀의 3전 전패·조별리그 탈락을 막지 못했다.
그 뒤 스리랑카와 북한과의 2022년 FIFA 월드컵 아시아 지역 2차 예선 H조 1차전과 3차전에서 득점을 기록하며 2023년 AFC 아시안컵 3차 예선 진출에 일조하는 등 현재까지 A매치 통산 12경기 5골을 기록 중이다.

## 수상

### 클럽
도르도이 비슈케크
- 키르기스스탄 프리미어리그 : 우승 (2019)
- 키르기스스탄 슈퍼컵 : 우승 (2019)

 FC 이스티클롤
- 타지키스탄 하이어 리그 : 우승 (2020)
- 타지키스탄 슈퍼컵 : 우승 (2020)

### 개인
- 키르기스스탄 프리미어리그 득점왕 : 2019 (20골)